# Rex Burkhead
Rex Burkhead (* 2. Juli 1990 in Lexington, Kentucky) ist ein ehemaliger US-amerikanischer American-Football-Spieler in der National Football League (NFL). Er spielte als Runningback für die Cincinnati Bengals, die New England Patriots und die Houston Texans.

## Frühe Jahre und College
Burkhead wuchs in Texas auf, wo er erfolgreich Football und Basketball an der Plano Senior High School spielte. Er besuchte die University of Nebraska und erwarb dort 2012 nach dreieinhalbjährigem Studium einen Bachelor-Abschluss in Geschichte. In dieser Zeit erlief er als Runningback des Football-Teams in 44 Spielen (davon 22 als Starter) 3329 Yards sowie 14 Touchdowns. In 14 Spielen kam er auf mehr als 100 Yards; hinzu kamen 5 Touchdowns als Passempfänger.

## NFL

### Cincinnati Bengals
Im NFL Draft 2013 wählten ihn die Cincinnati Bengals in der sechsten Runde an insgesamt 190. Stelle aus. Am 13. Mai 2013 unterzeichnete er einen Vierjahresvertrag über 2,26 Mio. Dollar. Allerdings kam er in seiner Rookie-Saison nicht über einen Special-Team-Einsatz hinaus. Auch in der Saison 2014 wurde er vorwiegend in den Special Teams eingesetzt. Er kam auf neun Einsätze und erzielte in Woche 14 seinen ersten NFL-Touchdown beim 30:0-Sieg gegen die Cleveland Browns. Seinen ersten Einsatz als Starter hatte er bei der Play-off-Niederlage gegen die Indianapolis Colts am 4. Januar 2015. Hier wurde er hauptsächlich als Wide Receiver eingesetzt. In der Folgesaison 2015 kam er dann in allen sechzehn Spielen zum Einsatz.
Auch in der Saison 2016 bestritt er sämtliche Regular Season-Spiele und wurde als Runningback und Passempfänger sowie in den Special Teams eingesetzt. In 74 Laufversuchen erzielte er 344 Yards Raumgewinn (4,6 Yards im Durchschnitt) und zwei Touchdowns. Hinzu kamen 17 gefangene Pässe für 145 Yards. Im letzten Saisonspiel gegen die Baltimore Ravens (27:10-Sieg) startete er erstmals als Runningback und erzielte mit 27 Läufen für 119 Yards und zwei Touchdowns jeweils Karriere-Bestwerte.

### New England Patriots
Im März 2017 beschloss Burkhead, die Bengals zu verlassen. Am 14. März 2017 unterzeichnete er einen Einjahresvertrag über 3,15 Mio. Dollar bei den New England Patriots, die Ersatz für ihren kurz zuvor in die Free Agency entlassenen Runningback LeGarrette Blount suchten. In Woche 10 beim 41:16-Erfolg gegen die Denver Broncos gelang ihm ein bemerkenswerter Erfolg, als er – erstmals seit 1977 – sowohl einen Touchdown-Pass von Quarterback Tom Brady fangen als auch einen gegnerischen Punt blocken konnte. In seiner ersten Saison für die Patriots verpasste Burkhead sechs Regular Season- und eine Play-off-Begegnung verletzungsbedingt, kam aber dennoch auf zehn Einsätze, 64 Läufe für 264 Yards, 30 Passfänge für 254 Yards und insgesamt acht Touchdowns. In den beiden restlichen Play-off-Spielen, die die Patriots letztendlich bis in den Super Bowl LII führten, kam er allerdings über sporadische Einsätze nicht hinaus. Hier unterlagen die Patriots den Philadelphia Eagles am 4. Februar 2018 mit 41:33.
Am 15. März 2018 wurde sein Vertrag bei den Patriots für weitere drei Jahre verlängert, nachdem mit Dion Lewis wiederum ein Runningback abgegeben worden war. Wegen erneuter Verletzungen musste er in der Saison 2018 zwischen Woche 4 und Woche 12 pausieren und bestritt nur acht Spiele.
Im Play-off-Spiel am 13. Januar 2019 gelang ihm beim 41:28-Sieg gegen die Los Angeles Chargers der erste Karriere-Touchdown in der Postseason, dem sich zwei weitere Play-off-Touchdowns im AFC Championship Game gegen die Kansas City Chiefs anschlossen. Sein Touchdown in der Verlängerung bedeutete nicht nur den 37:31-Sieg, sondern gleichzeitig die AFC-Meisterschaft sowie den Einzug der Patriots in den Super Bowl LIII.

### Houston Texans
Am 1. Juni 2021 nahmen die Houston Texans Burkhead unter Vertrag. Er wurde zum Ende der Saison zum Starting-Runningback der Texans. Im Januar 2022 verlängerte er seinen Vertrag in Houston für die folgende Saison.

### Karriereende
Nachdem er in der Saison 2023 nicht gespielt hatte, gab Burkhead Anfang Februar 2024 sein Karriereende bekannt.

## Soziales Engagement
In seinem dritten Jahr am College lernte Burkhead einen fünfjährigen Fan namens Jack Hoffman kennen, der an einem Hirntumor erkrankt war. Er lud das Kind zum Essen ein, ermöglichte ihm eine persönliche Führung durch das Memorial Stadium und trat dem Aufsichtsrat der „Team Jack Foundation“ bei, die seit 2013 mehr als 4 Mio. Dollar zur Bekämpfung von Hirntumoren bei Kindern sammelte. Seit dieser Saison trug er ein Armband mit der Aufschrift „Team Jack“, um auf diese Weise auf das Schicksal des Kindes aufmerksam zu machen. Beide wurden noch im selben Jahr von Präsident Barack Obama ins Weiße Haus eingeladen.